# Bagsværd
Bagsværd er en bydel i Storkøbenhavn beliggende ved Bagsværd Sø i Nordsjælland, ca. 12 km nordvest for København Centrum. Forstaden ligger i Gladsaxe Kommune og har S-togsforbindelse med stationerne: Skovbrynet, Bagsværd og Stengården. Jernbanen kom dog til Bagsværd allerede i 1906 i form af København-Slangerup Banen, KSB med stop på den gamle Bagsværd station. Hele kommunen har 70.958 indbyggere  (2025).
Bagsværd var før i tiden præget af at ligge ved Frederiksborgvejen mellem København-Hillerød og i nutiden af at ligge ved motorvejen. I 1800-tallet blev mulighederne for transport fra og til København forbedret, som blandt andet resulterede i at Bagsværds gårde begyndte at udstykke parceller der havde udsigt til skov og sø. Grundene blev købt af københavnere som byggede pragtvillaer til sommerbrug.
Det danske lægemiddelselskab Novo Nordisks hovedkvarter ligger i Bagsværd.

## Historie
Bagsværd (gl. form: Bagsuerge, Bacswerthe, som betyder formodentlig "bakke" eller "skråning med fyrretræer") var i begyndelsen et eget sogn med kirke (nævnt 1370). Kirken blev nedbrudt efter Reformationen, og materialerne anvendtes til istandsættelsen af Københavns gamle bispegård, da den omdannedes til universitetsbygning.
Efter Reformationen i 1536 blev kirkens ejendom i Bagsværd overdraget til Christian III.
I 1635 bestod Bagsværd af 10 gårde. Af det dyrkede areal var 40% besået med rug, 36% med byg og 24% med havre.
1668 oprettede Frederik 3. Frederiksdal gods som pendant til Dronninggård i Søllerød. Frederiksdal gods kom, foruden de store jorder i Lyngby, til at rumme bøndergårdene i Bagsværd og de store skove i området.
1670 ejede dronning Charlotte Amalie Frederiksdal og Bagsværd. Hun effektiviserede fiskedambruget i bl.a. området ved Hulsø i Frederiksdal Storskov, og omtrent samtidig blev nuværende Nydam ved Skovalléen anlagt ved opstemning af en skovbæk.
I 1682 bestod Bagsværd landsby af 7 gårde. Det samlede dyrkede areal udgjorde 291,6 tønder land skyldsat til 55,48 tønder hartkorn. Dyrkningsformen var trevangsbrug.
1721 lod Prinsesse Sophie Hedevig opføre en skole i Bagsværd. Prinsessen ejede på dette tidspunkt Frederiksdal gods og dermed Bagsværd.
1744 skænkede Christian 6. Frederiksdal gods til gehejmeråd Johan Sigismund Schulin og fik dermed ejendomsretten til Bagsværd Sø, Nydam og de øvrige damme i Bagsværd-området. Selve Bagsværd by var allerede i 1735 blevet adskilt fra Frederiksdal gods.
1770 var Bagsværd en landsby, hvor gårdene som alle andre steder i landet var placeret i midten af byen. Efter udskiftningen i 1772 skete der ikke de store forandringer, da det kun var Nybrogård og Højgård, der i første omgang flyttede væk fra landsbyfællesskabet.
1817 blev Prinsesseskolen revet ned, for at genopstå i moderniseret og udvidet stand samme år.
1861 fik Bagsværd sin første børnehave/vuggestue, som fik navnet "Bagsværd asyl".

### Begyndende byudvikling
I 1905 begyndte udstykningen af Højgårds jorder og især i perioden fra 1916 til 1943 havde den mange ejere.
I 1906 blev Prinsesesseskolen erstattet af den nyopførte Bagsværd skole. 1906 åbnede Slangerupbanen mellem København og Slangerup med station ved Bagsværd, hvilket ændrede byens karakter. Der kom nu landliggere fra København, som byggede store villaer langs søen.
1908 åbnede Bagsværd Kostskole som tilbød real- eller studentereksamen. Det første år var der 28 elever på skolen, der alle var dagelever, men i skoleåret 1909/10 kom de første tre kostelever.
Bagsværd stationsby havde 678 indbyggere i 1906, 825 indbyggere i 1911 og 1.098 indbyggere i 1916. Bagsværd havde i 1911 825 indbyggere, hvoraf 220 ernærede sig ved landbrug, 237 ved håndværk og industri, 120 ved handel, 57 ved transport.

### Mellemkrigstiden
Omkring 1. verdenskrig havde Bagsværd et menighedshus (filialkirke til Gladsaxe, opført 1905. arkitekt: Schwensen), skole, højere almenskole, kostskole, asyl, filial af Slangerupbanens Oplandsbank, kuranstalt (i Hareskoven), gasværk, flere industrielle anlæg og købmandsforretninger med mere samt station på Slangerupbanen.
I 1909 brændte Aldershvile Slot og blev ikke genopført. Gladsaxe Kommune overtog ruinen og den resterende del af parken i 1927; i 1974 blev ruinen fredet.
I 1930 havde byen skole, højere almen- og kostskole, kro, dyrlægebolig og klinik for husdyr, postekspedition og telegrafstation.
I 1930 begyndte man at benytte Bagsværd Sø til roregattaer. I 1938 fik kaproningsbanen internationale mål, og i 1962-63 anlagde man et rostadion.
Bagsværd stationsby fortsatte sin udvikling i mellemkrigstiden: i 1921 havde den 1.424 indbyggere, i 1925 1.744, i 1930 2.095 og i 1935 2.659 indbyggere. Fra 1935 blev hele Gladsaxe kommune regnet som forstadskommune til Hovedstaden.
Fra 1930´erne blev der ikke længere opført lystejendomme, men villaer i funkis- og murermesterstil, og landsbyen ændrede efterhånden karakter til en stationsby med opdelte områder til erhverv, områder med arbejderboliger og villaområder.
Den fremadskridende byudvikling bevirkede, at der i 1936 fremkom en rekreativ plan, "Københavnsegnens Grønne Omraader. Forslag til et System af Omraader for Friluftsliv" udarbejdet af Olaf Forchhammer på vegne af Dansk Byplanlaboratorium. Forslaget forudså etableringen af et netværk af grønne forbindelser, der blandt andet skulle forbinde Jonstrup Vang med Fedtmosen og Smørmosen og herfra fortsætte mod sydøst til Gyngemosen og videre til Utterslev Mose.

### Efter 2. verdenskrig
I 1943 overtog staten Højgård og bl.a. lod Røde Kors bruge den som lejr fra 1945-47 for danske statsborgere, der var flygtet fra Tyskland.
I 1947 fremkom Fingerplanen for Storkøbenhavn, der forudså Bagsværd som en del af en "byfinger" til Hareskovby. Planen forudså grønne områder både nord for byen (Hareskovene og Jonstrup Vang) og syd for byen (i form af en "grøn kile", der skulle strække sig ind til Utterslev Mose). Forslaget førte til nedsættelsen af et byudviklingsudvalg for Københavns-egnens byudviklingsområde, men da dette fremkom med sin "Betænkning vedrørende Partiel Byudviklingsplan Nr. 2" i 1951, var den inderste del af den grønne kile allerede næsten helt inddraget til fremtidig byudvikling, hvorimod det lykkedes at friholde de ydre grønne områder for byudvikling. Dette blev stadfæstet ved en ny partiel byudviklingsplan i 1966.
I 1963 købte Gladsaxe Kommune Højgård, og i 1968 påbegyndte man en større ombygning, hvor man blandt andet fik blotlagt de smukke kampesten i murene. I dag bruges Højgård til venskabsbyaktiviteter og til såvel privat som kommunal møde- og kursusvirksomhed.
I 1960'erne blev der opført højhuse i bymidten og i Værebro.
1967 blev den gamle jernbanestation overflødiggjort, da den midlertidige station ved Bindeledet blev taget i brug og i 1977 åbnede den nye S-banestation "Bagsværd Station".
Bagsværd Kirke beliggende på Taxvej blev opført 1973-1976 og tegnet af arkitekten Jørn Utzon. Kirken erstattede efter 50 år, den midlertidige kirke i Bagsværd.

## Infrastruktur og transport
Fra S-tog stationen kan man gå direkte til Bagsværd Sø, nyde det smukke område med blandt andet Aldershvile Slotspark, hvor ruinen af landstedet Aldershvile findes, samt se og spise på Aldershvile Slotspavillion (kendt fra Matador). Hillerødmotorvejen løber tæt forbi Bagsværd.

## Erhverv
Medicinalvirksomheden Novo Nordisk har sit hovedkvarter i Bagsværd. Der er ca. 5.000 arbejdspladser hos Novo Nordisk i Bagsværd, heraf ca. 1.500 i produktionen, ca. 1.500 i forskning og udvikling samt ca. 2.000 i administration mv.
Byen rummer en række dagligvarebutikker, specialforretninger, samt små og mellemstore virksomheder af forskellig art.

## Skoler
- Bagsværd Skole har ca. 830 elever (pr. 2017).
- Bagsværd Kostskole og Gymnasium har i på grundskolen ca. 750 elever (pr. 2018).
- Bagsværd Friskole har ca. 200 elever (pr. 2017).
- Skovbrynet Skole.

## Kultur
Kulturhuset Bibliografen rummer et lokalbibliotek, en biograf med to sale, kaldet Bibliografen, en café, samt plads til udstillinger og arrangementer mv.
Bagsværd Kirke, blev opført 1973–1976 og blev tegnet af arkitekten Jørn Utzon. Kirken er et utraditionelt bygningsværk med glatte, hvide betonfacader, og grå aluminiumstage.

### Sport
Bagsværd har tre fodboldklubber, Bagsværd Boldklub, i serie 2, FC Gladsaxe, samt Akademisk Boldklub, hvis fodboldhold pt. er i 1. divison., samt en roklub, Bagsværd Roklub. Derudover huser byen Bagsværd Tennisklub, Bagsværd Atletik Club og cykelklubben CC Gladsaxe. 